# Transafrik
Transafrik ist eine Frachtfluggesellschaft aus Angola, die 1984 gegründet wurde.

## Flotte

### Aktuelle Flotte
Mit Stand September 2023 besteht die Flotte der Transafrik aus zwei Lockheed L-100-20, fünf Lockheed L-100-30 und einer Lockheed L-188 Electra.

### Ehemalige Flugzeugtypen
Zuvor setzte Transafrik auch folgende Flugzeugtypen ein:
- BAC 1-11
- Boeing 727
- Douglas DC-8
- Grumman Gulfstream I
- Lockheed L-1329 JetStar
- Nord 262

## Zwischenfälle
Transafrik verzeichnete in ihrer Geschichte zahlreiche Unfälle und Zwischenfälle. Bis Januar 2020 kam es zu 11 Totalschäden von Flugzeugen, davon fünf mit 47 Todesopfern. Auszüge:
- Am 8. April 1989 machten die Piloten einer Lockheed L-100-20 Hercules der Transafrik (Luftfahrzeugkennzeichen S9-NAI) eine Notlandung auf dem Flughafen von Luena (Angola), da zwei der vier Triebwerke brannten. Ursache dafür war eventuell der Beschuss mit kleinkalibrigen Waffen im Anflug. Die Maschine brannte samt ihrer Ladung von Kerosin für die angolanische Luftwaffe aus, aber alle vier Besatzungsmitglieder überlebten.[4]

- Am 16. März 1991 wurde eine Lockheed L-100-30 Hercules der Transafrik, gemietet von der bolivianischen Transportes Aéreos Bolivianos (TAB) (CP-1564), während des Reisefluges in Flugfläche 170 (etwa 5180 Meter) mit einer Luftabwehrrakete abgeschossen. Die Maschine stürzte 32 Kilometer von Malanje (Angola) entfernt ab. Alle 9 Insassen, 3 Besatzungsmitglieder und 6 Passagiere, wurden getötet.[5]

- Am 26. Dezember 1998 stürzte eine Lockheed L-100-30 Hercules der Transafrik (S9-CAO) in dichtem Dschungel 25 Kilometer vom Startflughafen von Huambo (Angola) entfernt ab. Die Maschine wurde im Auftrag der Vereinten Nationen betrieben. Aufgrund heftiger Kämpfe in diesem Gebiet war es den Vertretern der UNO unmöglich, zum Wrack zu gelangen und die Absturzursachen zu untersuchen. Alle 14 Insassen, 4 Besatzungsmitglieder und 10 Passagiere, kamen ums Leben.[6]

- Am 2. Januar 1999 wurde eine Lockheed L-100 Hercules der Transafrik (D2-EHD) 80 Kilometer nördlich von Huambo (Angola) durch Rebellen der UNITA abgeschossen. Die Maschine war im Auftrag der Vereinten Nationen unterwegs. Alle 9 Insassen, 4 Besatzungsmitglieder und 5 Passagiere, wurden getötet.[7]

- Am 28. Dezember 1999 überrollte eine Lockheed L-100-30 Hercules der Transafrik (S9-BOP) auf dem Flugplatz Cuango-Luzamba (Angola) das Landebahnende und rutschte in eine 12 Meter tiefe Schlucht. Die Landebahn war nur 910 Meter lang, ihre Oberfläche bestand aus Erde. Als Ladung war Dieseltreibstoff an Bord. Alle vier Besatzungsmitglieder überlebten den Unfall.[8]

- Am 10. Juni 2005 setzte eine Lockheed L-100-30 Hercules der Transafrik (S9-BAS) am Flughafen Lokichoggio (Kenia) sehr hart vor der Landebahn auf. Dabei brach der obere Mittelrumpf auf. Die ohnehin nur 1800 Meter lange Landebahn war durch eine bei der Landung beschädigte Hawker-Siddeley HS 780 Andover der kenianischen 748 Air Services (5Y-SFE) teilweise blockiert. Drei kleinere Verkehrsflugzeuge landeten auf dem verbliebenen Landebahnstück, während die Piloten zweier Antonow An-12 nach Juba (Sudan) auswichen. Auch dem Hercules-Kapitän wurde nahegelegt, zu einem anderen Flughafen auszuweichen. Er entschied sich jedoch für eine Landung vor Ort. Kurz vor dem Stillstand schlug die rechte Tragfläche auch noch in die Andover ein, was dieser den Rest gab und auch sie zum Totalschaden machte. Die Hercules war im Auftrag der Vereinten Nationen unterwegs. Alle fünf Besatzungsmitglieder überlebten die Bruchlandung.[9][10]

- Am 12. Juli 2006 schlug eine Lockheed L-100-30 Hercules der Transafrik (S9-BOF) beim zweiten Landeversuch auf dem Flughafen von Kigoma (Tansania) mit hoher Sinkgeschwindigkeit 300 Meter links von der Landebahn 16 am Boden auf und wurde zerstört. Die Maschine wurde im Auftrag der Vereinten Nationen betrieben. Alle fünf Besatzungsmitglieder überlebten.[11]

- Am 4. Juni 2010 kam es mit einer Lockheed L-100-30 Hercules der Transafrik (S9-BAT), die von der US-amerikanischen National Airlines betrieben wurde, zu einem Landeunfall in Afghanistan. Auf der Sharana Air Base kam die Maschine neben der Landebahn zum Liegen. Alle Insassen überlebten.[12]

- Am 12. Oktober 2010 verunglückte eine Lockheed L-100-20 Hercules (5X-TUC) der Transafrik, die im Auftrag der NATO-Truppen von der US-amerikanischen National Airlines betrieben wurde. Die Maschine war unterwegs von der Bagram Air Base zum Flughafen Kabul 30 Kilometer östlich des Zielflughafens. Bei dem Unfall kamen alle acht Besatzungsmitglieder ums Leben.[13]